# Dark Passion Play World Tour
Dark Passion Play World Tour — четвертий світовий тур фінського симфо-метал гурту Nightwish, який проходив з перервами у 2007—2009 роках у підтримку шостого студійного альбому Dark Passion Play, що вийшов 26 вересня 2007 року. Це був також перший тур з новою вокалісткою Анетт Ользон, яка приєдналася до гурту у 2006 році після звільнення вокалістки Тар'ї Турунен. Під час цього туру гурт уперше виступив у таких країнах, як Ізраїль, Китай, Гонконг, Литва, Люксембург, Ірландія, Сербія та Хорватія.
22 вересня 2007 року була представлена нова програма в Rock Café, Таллінн, Естонія, але не як Nightwish, а як кавер-гурт «Nachtwasser».
Тур почався з відвідування США, Канади, більшості країн Європи, а також Азії та Австралії. Перший офіційний концерт з новою вокалісткою відбувся 6 жовтня 2007 року в Тель-Авіві, Ізраїль. У 2008 році гурт відіграв більше ніж 100 шоу, серед яких були концерти в Океанії, Європі та Азії. У листопаді відвідали Південну Америку, а пізніше — взяли перерву на три місяці. Третя частина туру для Nightwish почалась 2009 року з концертів у Південній Америці та Європі. Окрім цього, вони виступили на різноманітних літніх фестивалях, серед яких Graspop Metal Meeting та Masters of Rock. Останній концерт, який відвідало 11,000 людей, вібувся у Гельсінкі на Hartwall Areena.
У рамках альбому Once Nightwish планували виступити з масштабним шоу в Лондоні за участі оркестра, як вже до того робив прогресив-метал гурт Dream Theater. Згодом в інтерв'ю 2007 року Холопайнен казав, що вони планували виступ і що він має дуже велике бажання виступити з оркестром, але та сцена, на якій вони хотіли б виступити, заброньована на 2 роки вперед. У підсумку Nightwish так і не зіграли разом з оркестром, але згідно зі словами Холопайнена, — вони все ще планують це зробити в рамках майбутніх турів.

## Список концертів
| Дата              | Місто              | Країна          | Місце                             |
| Розігрів          | Розігрів           | Розігрів        | Розігрів                          |
| ----------------- | ------------------ | --------------- | --------------------------------- |
| 22 вересня 2007   | Таллінн            | Естонія         | Rock Cafe                         |
| 26 вересня 2007   | Гельсінки          | Фінляндія       | Tavastia Club                     |
| 28 вересня 2007   | Гамбург            | Німеччина       | Delphi Club                       |
| Близький Схід     |                    |                 |                                   |
| 6 жовтня 2007     | Тель-Авів          | Ізраїль         | Hangar 11                         |
| Північна Америка  |                    |                 |                                   |
| 15 жовтня 2007    | Спрингфілд         | США             | Jaxx Club                         |
| 16 жовтня 2007    | Філадельфія        | США             | Trocadero Theatre                 |
| 18 жовтня 2007    | Нью-Йорк           | США             | Nokia Theatre                     |
| 20 жовтня 2007    | Вустер             | США             | Palladium                         |
| 21 жовтня 2007    | Монреаль           | Канада          | Metropolis                        |
| 26 жовтня 2007    | Торонто            | Канада          | Sound Academy                     |
| 24 жовтня 2007    | Клівленд           | США             | Peabody's Club                    |
| 26 жовтня 2007    | Детройт            | США             | Harpos Concert Theatre            |
| 27 жовтня 2007    | Чикаго             | США             | House of Blues                    |
| 28 жовтня 2007    | Міннеаполіс        | США             | First Avenue                      |
| 31 жовтня 2007    | Сіетл              | США             | Showbox                           |
| 1 листопада 2007  | Портленд           | США             | Roseland Theatre                  |
| 2 листопада 2007  | Сан-Франциско      | США             | Slim's Club                       |
| 4 листопада 2007  | Лос-Анджелес       | США             | House of Blues                    |
| 6 листопада 2007  | Санта Ана          | США             | Galaxy Theatre                    |
| 7 листопада 2007  | Фінікс             | США             | Marquee Theatre                   |
| 8 листопада 2007  | Альбукерке         | США             | Sunshine Theatre                  |
| 10 листопада 2007 | Сан-Антоніо        | США             | White Rabbit Club                 |
| 11 листопада 2007 | Даллас             | США             | Palladium Ballroom                |
| 12 листопада 2007 | Х'юстон            | США             | Meridian Theatre                  |
| 14 листопада 2007 | Форт-Лодердейл     | США             | Culture Room                      |
| 15 листопада 2007 | Орландо            | США             | Firestone Club                    |
| 17 листопада 2007 | Атланта            | США             | Masquerade Theatre                |
| Європа            |                    |                 |                                   |
| 28 листопада 2007 | Копенгаген         | Данія           | K.B. Hallen                       |
| 30 листопада 2007 | Гетеборг           | Швеція          | Lisebergshallen                   |
| 1 грудня 2007     | Осло               | Норвегія        | Sentrum Scene                     |
| 2 грудня 2007     | Осло               | Норвегія        | Sentrum Scene                     |
| 4 грудня 2007     | Стокгольм          | Швеція          | Arenan                            |
| 5 грудня 2007     | Умео               | Швеція          | SkyCom Arena                      |
| 8 грудня 2007     | Леві               | Фінляндія       | Hullu Poro Areena                 |
| 9 грудня 2007     | Леві               | Фінляндія       | Hullu Poro Areena                 |
| 11 грудня 2007    | Оулу               | Фінляндія       | Teatria 25                        |
| 12 грудня 2007    | Йоенсуу            | Фінляндія       | Areena                            |
| 14 грудня 2007    | Ювяскюля           | Фінляндія       | Paviljonki Areena                 |
| 15 грудня 2007    | Тампере            | Фінляндія       | Ice-Hall                          |
| 16 грудня 2007    | Турку              | Фінляндія       | Karibia Club                      |
| 28 грудня 2007    | Зальцбург          | Австрія         | On a Dark Winter's Night Festival |
| 29 грудня 2007    | Обергаузен         | Німеччина       | On a Dark Winter's Night Festival |
| 1 січня 2008      | Гельсінки          | Фінляндія       | Helsinki Ice Hall                 |
| Азія              |                    |                 |                                   |
| 17 січня 2008     | Осака              | Японія          | Big Cat Club                      |
| 18 січня 2008     | Токіо              | Японія          | Ebisu Liquid Hall                 |
| 21 січня 2008     | Пекін              | КНР             | MG Live House                     |
| 23 січня 2008     | Шанхай             | КНР             | Hongkou Coliseum                  |
| 24 січня 2008     | Коулун             | Гонконг         | HITEC Auditorium                  |
| Океанія           |                    |                 |                                   |
| 27 січня 2008     | Перт               | Австралія       | Metro Theatre                     |
| 29 січня 2008     | Аделаїда           | Австралія       | HQ Club                           |
| 30 січня 2008     | Мельбурн           | Австралія       | Palais Theatre                    |
| 1 лютого 2008     | Сідней             | Австралія       | Enmore Theatre                    |
| 2 лютого 2008     | Брисбен            | Австралія       | Tivoli Theatre                    |
| Європа            |                    |                 |                                   |
| 17 лютого 2008    | Вільнюс            | Литва           | Siemens Arena                     |
| 19 лютого 2008    | Краків             | Польща          | Wisla Hall                        |
| 20 лютого 2008    | Прага              | Чехія           | T-Mobile Arena                    |
| 21 лютого 2008    | Берлін             | Німеччина       | Arena                             |
| 28 лютого 2008    | Лейпциг            | Німеччина       | Leipzig Arena                     |
| 24 лютого 2008    | Штутгарт           | Німеччина       | Hanns-Martin-Schleyer-Halle       |
| 25 лютого 2008    | Франкфурт-на-Майні | Німеччина       | Jahrhunderthalle                  |
| 27 лютого 2008    | Бамберг            | Німеччина       | Jako Arena                        |
| 28 лютого 2008    | Відень             | Австрія         | Gasometer                         |
| 29 лютого 2008    | Цюрих              | Швейцарія       | Галленштадіон                     |
| 2 березня 2008    | Мілан              | Італія          | Palalido Gymnasium                |
| 4 березня 2008    | Любляна            | Словенія        | Tivoli Hall                       |
| 5 березня 2008    | Будапешт           | Угорщина        | JRC Ice-Hall                      |
| 8 березня 2008    | Афіни              | Греція          | Olympic Fencing Arena             |
| 17 березня 2008   | Гамбург            | Німеччина       | Color Line Arena                  |
| 18 березня 2008   | Ганновер           | Німеччина       | AWD Hall                          |
| 19 березня 2008   | Дортмунд           | Німеччина       | Westfalenhalle                    |
| 21 березня 2008   | Амстердам          | Нідерланди      | Heineken Music Hall               |
| 22 березня 2008   | Еш-сюр-Альзетт     | Люксембург      | Rockhal                           |
| 23 березня 2008   | Антверпен          | Бельгія         | Lotto Arena                       |
| 25 березня 2008   | Лондон             | Велика Британія | Astoria                           |
| 26 березня 2008   | Лондон             | Велика Британія | Astoria                           |
| 27 березня 2008   | Лондон             | Велика Британія | Astoria                           |
| 29 березня 2008   | Бірмінгем          | Велика Британія | O2 Academy Birmingham             |
| 30 березня 2008   | Ньюкасл-апон-Тайн  | Велика Британія | O2 Academy Newcastle              |
| 31 березня 2008   | Глазго             | Велика Британія | O2 Academy Glasgow                |
| 2 квітня 2008     | Белфаст            | Велика Британія | Mandela Hall                      |
| 3 квітня 2008     | Дублін             | Ірландія        | Vicar Street                      |
| 4 квітня 2008     | Манчестер          | Велика Британія | Apollo Theatre                    |
| 6 квітня 2008     | Париж              | Франція         | Le Zénith                         |
| 7 квітня 2008     | Страсбург          | Франція         | Zénith de Strasbourg              |
| 10 квітня 2008    | Ліон               | Франція         | Halle Tony Garnier                |
| 11 квітня 2008    | Марсель            | Франція         | Le Dôme de Marseille              |
| 12 квітня 2008    | Тулуза             | Франція         | Le Zénith                         |
| 14 квітня 2008    | Барселона          | Іспанія         | Razzmatazz 1                      |
| 15 квітня 2008    | Більбао            | Іспанія         | Santana 27                        |
| 16 квітня 2008    | Мадрид             | Іспанія         | La Riviera                        |
| 18 квітня 2008    | Порту              | Португалія      | Coliseum                          |
| 19 квітня 2008    | Лісабон            | Португалія      | Recreations Coliseum              |
| Північна Америка  |                    |                 |                                   |
| 2 травня 2008     | Мехіко             | Мексика         | Vive Cuervo Salon                 |
| 3 травня 2008     | Мехіко             | Мексика         | Vive Cuervo Salon                 |
| 7 травня 2008     | Поукіпзі           | США             | Chance Theatre                    |
| 9 травня 2008     | Квебек             | Канада          | Centre de Foire                   |
| 11 травня 2008    | Лондон             | Канада          | Cowboy's Club                     |
| 14 травня 2008    | Вінніпег           | Канада          | Garrick Centre                    |
| 15 травня 2008    | Реджайна           | Канада          | The Drink                         |
| 16 травня 2008    | Едмонтон           | Канада          | Starlite Room                     |
| 17 травня 2008    | Калгарі            | Канада          | The MacEwan Hall Ballroom         |
| 19 травня 2008    | Вікторія           | Канада          | Sugar Club                        |
| 20 травня 2008    | Ванкувер           | Канада          | Croatian Cultural Centre          |
| 22 травня 2008    | Оранжвейл          | США             | Boardwalk Club                    |
| 23 травня 2008    | Сан-Дієго          | США             | House of Blues                    |
| 24 травня 2008    | Лас-Вегас          | США             | House of Blues                    |
| 26 травня 2008    | Денвер             | США             | Ogden Theatre                     |
| 27 травня 2008    | Лоренс             | США             | Granada Theater                   |
| 28 травня 2008    | Согет              | США             | Pop's Club                        |
| 30 травня 2008    | Луїсвілл           | США             | Headliner's Music Hall            |
| 31 травня 2008    | Мокена             | США             | The Pearl Room                    |
| Літні фестивалі   |                    |                 |                                   |
| 7 червня 2008     | Нюрбургринг        | Німеччина       | Rock am Ring                      |
| 7 червня 2008     | Нюрнберг           | Німеччина       | Rock im Park                      |
| 26 червня 2008    | Гельсінки          | Фінляндія       | Kaisaniemi Park                   |
| 28 червня 2008    | Гетеборг           | Швеція          | Metaltown Festival                |
| 4 липня 2008      | Турку              | Фінляндія       | Ruisrock                          |
| 6 липня 2008      | Werchter           | Бельгія         | Rock Werchter                     |
| 8 липня 2008      | Нові-Сад           | Сербія          | Exit Festival                     |
| 13 липня 2008     | Йоенсуу            | Фінляндія       | Ilosaarirock                      |
| 26 липня 2008     | Лорка              | Іспанія         | Lorca Festival                    |
| 2 серпня 2008     | Вакен              | Німеччина       | Wacken Open Air                   |
| 7 серпня 2008     | Сканеборг          | Данія           | Skanderborg Festival              |
| 9 серпня 2008     | Туурі              | Фінляндія       | Miljoona Rock                     |
| 13 серпня 2008    | Кольмар            | Франція         | Foire aux Vins                    |
| 15 серпня 2008    | Гампель            | Швейцарія       | Gampel Open Air                   |
| 16 серпня 2008    | Біддінгхьойзен     | Нідерланди      | Lowlands Festival                 |
| 17 серпня 2008    | Дербі              | Велика Британія | Bloodstock Open Air               |
| Північна Америка  |                    |                 |                                   |
| 29 серпня 2008    | Філадельфія        | США             | Trocadero Theatre                 |
| 30 серпня 2008    | Вустер             | США             | Palladium                         |
| 1 вересня 2008    | Монреаль           | Канада          | Metropolis                        |
| 2 вересня         | Торонто            | Канада          | The Dock's                        |
| 4 вересня 2008    | Клівленд           | США             | Agora Theatre                     |
| 5 вересня 2008    | Детройт            | США             | Harpos Concert Theatre            |
| 6 вересня 2008    | Чикаго             | США             | House of Blues                    |
| 9 вересня 2008    | Сіетл              | США             | Showbox                           |
| 10 веренсня 2008  | Портленд           | США             | Roseland Tehatre                  |
| 12 вересня 2008   | Сан-Франциско      | США             | Filmore Irving Plaza              |
| 13 вересня 2008   | Лос-Анджелес       | США             | Wiltern Theatre                   |
| 14 вересня 2008   | Фінікс             | США             | Marquee Theatre                   |
| 16 вересня 2008   | Далас              | США             | Palladium                         |
| 17 вересня        | Остін              | США             | La Zona Rosa                      |
| 20 вересня 2008   | Новий Орлеан       | США             | House of Blues                    |
| 21 вересня 2008   | Сент-Пітерсбург    | США             | Jannus Landing                    |
| Південна Америка  |                    |                 |                                   |
| 5 листопада 2008  | Куритиба           | Бразилія        | Master Hall                       |
| 7 листопада 2008  | Сан-Паулу          | Бразилія        | Via Funchal                       |
| 8 листопада 2008  | Сан-Паулу          | Бразилія        | Via Funchal                       |
| 10 листопада 2008 | Белу-Оризонті      | Бразилія        | Chevrolet Hall                    |
| 11 листопада 2008 | Бразиліа           | Бразилія        | AABB Club                         |
| 13 листопада 2008 | Манаус             | Бразилія        | Amadeu Teixeira Arena             |
| 15 листопада 2008 | Форталеза          | Бразилія        | Arena                             |
| 16 листопада 2008 | Ресіфі             | Бразилія        | Português Club                    |
| 18 листопада      | Віла-Вел'я         | Бразилія        | Marista Gymnasium                 |
| 19 листопада 2008 | Ріо-де-Жанейро     | Бразилія        | Circo Voador                      |
| 21 листопада 2008 | Буенос-Айрес       | Аргентина       | Obras Arena                       |
| 23 листопада 2008 | Сантьяго           | Чилі            | Caupólican Theatre                |
| Європа            |                    |                 |                                   |
| 11 березня 2009   | Лондон             | Велика Британія | O2 Academy Brixton                |
| 14 березня 2009   | Брюссель           | Бельгія         | Forest National                   |
| 15 березня 2009   | Роттердам          | Нідерланди      | Ahoy Rotterdam                    |
| 17 березня 2009   | Кельн              | Німеччина       | Palladium                         |
| 18 березня 2009   | Лінген             | Німеччина       | Emslandhallen                     |
| 30 березня 2009   | Карлсруе           | Німеччина       | Europahalle                       |
| 21 березня 2009   | Ерфурт             | Німеччина       | Messehalle                        |
| 23 березня 2009   | Париж              | Франція         | Le Zénith                         |
| 24 березня 2009   | Париж              | Франція         | Le Zénith                         |
| 26 березня 2009   | Мюнхен             | Німеччина       | Zenith                            |
| 28 березня 2009   | Базель             | Швейцарія       | St. Jakobshalle                   |
| 30 березня 2009   | Мантуя             | Італія          | Palabam                           |
| 31 березня 2009   | Порденоне          | Італія          | Palasport                         |
| 2 квітня 2009     | Загреб             | Хорватія        | Cibona Hall                       |
| 4 квітня 2009     | Дебрецен           | Угорщина        | Főnix Hall                        |
| Північна Америка  |                    |                 |                                   |
| 1 травня 2009     | Гартфорд           | США             | Webster Theater                   |
| 2 травня 2009     | Нью-Йорк           | США             | Nokia Theatre                     |
| 3 травня 2009     | Аллентаун          | США             | Crocodile Rock                    |
| 5 травня 2009     | Балтімор           | США             | Sonar Club                        |
| 6 травня 2009     | Луїсвілл           | США             | Oasis Club                        |
| 8 травня 2009     | Согет              | США             | Pop's Club                        |
| 9 травня 2009     | Оклахома-Сіті      | США             | Diamond Ballroom                  |
| 11 травня 2009    | Корпус-Крісті      | США             | Concrete Street Pavilion          |
| 12 травня 2009    | Х'юстон            | США             | Warehouse Live                    |
| 14 травня 2009    | Атланта            | США             | Masquerade Theatre                |
| Літні фестивалі   |                    |                 |                                   |
| 7 червня 2009     | Тампере            | Фінляндія       | Sauna Open Air                    |
| 12 червня 2009    | Інтерлакен         | Швейцарія       | Greenfield Festival               |
| 18 червня 2009    | Порі               | Фінляндія       | RMJ Party Camp                    |
| 28 червня 2009    | Десель             | Бельгія         | Graspop Metal Meeting             |
| 3 липня 2009      | Толмін             | Словенія        | Metalcamp                         |
| 9 липня 2009      | Візовіце           | Чехія           | Masters of Rock                   |
| 11 липня 2009     | Квінесдал          | Норвегія        | Kvinesdal Rock Festival           |
| 18 липня 2009     | Сібіу              | Румунія         | Artmania Festival                 |
| 24 липня 2009     | Сейняйокі          | Фінляндія       | Race & Rock Festival              |
| August 8, 2009    | Гільдесгайм        | Німеччина       | M'era Luna Festival               |
| Європа            |                    |                 |                                   |
| 15 серпня 2009    | Савонлінна         | Фінляндія       | Olavinlinna Castle                |
| 16 серпня 2009    | Савонлінна         | Фінляндія       | Olavinlinna Castle                |
| 5 вересня 2009    | Москва             | Росія           | Лужники                           |
| 19 вересня 2009   | Гельсінки          | Фінляндія       | Hartwall Arena                    |

## Скасовані концерти
| Дата             | Місто        | Країна   | Місце             |
| ---------------- | ------------ | -------- | ----------------- |
| 6 листопада 2007 | Анахайм      | США      | House of Blues    |
| 5 травня 2008    | Сайревіль    | США      | Starland Ballroom |
| 6 травня 2008    | Гартфорд     | США      | Webster Theater   |
| 19 вересня 2008  | Х'юстон      | США      | Meridian Theatre  |
| 23 вересня 2008  | Ноксвілл     | США      | Valarium Club     |
| 27 вересня 2008  | Нью-Йорк     | США      | Nokia Theatre     |
| 28 вересня 2008  | Балтімор     | США      | Rams Head Live!   |
| 29 вересня 2008  | Шарлотт      | США      | Tremont Hall      |
| 11 жовтня 2008   | Москва       | Росія    | Лужники           |
| 25 жовтня 2008   | Рейк'явік    | Ісландія | Laugardalshöll    |
| 4 листопада 2008 | Порту-Алегрі | Бразилія | Pepsi On Stage    |

## Касові сбори
| Місце                          | Місто         | Дата  | Квитки продано/наявно   | Виторг (прибл.) |
| ------------------------------ | ------------- | ----- | ----------------------- | --------------- |
| Nokia Theatre                  | New York City | 2     | 4,200 / 4,200 (100 %)   | $189,000        |
| Metropolis                     | Montreal      | 2     | 4,600 / 4,600 (100 %)   | $207,000        |
| House of Blues                 | Chicago       | 2     | 2,600 / 2,600 (100 %)   | $106,000        |
| Showbox                        | Seattle       | 2     | 2,200 / 2,200 (100 %)   | $99,000         |
| House of Blues/Wiltern Theatre | Los Angeles   | 2     | 4,000 / 4,000 (100 %)   | $180,000        |
| Lisebergshallen                | Gothenburg    | 1     | 7,000 / 7,000 (100 %)   | €350,000        |
| Sentrum Scenne                 | Oslo          | 2     | 3,400 / 3,400 (100 %)   | €153,000        |
| Teatria 25                     | Oulu          | 1     | 2,500 / 2,500 (100 %)   | €100,000        |
| Areena                         | Joensuu       | 1     | 9,000 / 9,000 (100 %)   | €405,000        |
| Paviljonki Areena              | Jyväskylä     | 1     | 4,500 / 4,500 (100 %)   | €202,500        |
| Ice Hall                       | Tampere       | 1     | 6,000 / 6,000 (100 %)   | €270,000        |
| Ice Hall                       | Helsinki      | 1     | 7,500 / 7,500 (100 %)   | €337,500        |
| T-Mobile Arena                 | Prague        | 1     | 12,500 / 12,500 (100 %) | €562,500        |
| Arena                          | Berlin        | 1     | 7,500 / 7,500 (100 %)   | €337,500        |
| Jahrhunderthalle               | Frankfurt     | 1     | 4,800 / 4,800 (100 %)   | €216,000        |
| Hallenstadion                  | Zurich        | 1     | 13,000 / 13,000 (100 %) | €585,000        |
| Palalido Gymnasium             | Milan         | 1     | 4,500 / 4,500 (100 %)   | €202,500        |
| JRC Ice Hall                   | Budapest      | 1     | 6,000 / 6,000 (100 %)   | €270,000        |
| Heineken Music Hall            | Amasterdam    | 1     | 5,500 / 5,500 (100 %)   | €247,500        |
| Lotto Arena                    | Antwerp       | 1     | 7,000 / 7,000 (100 %)   | €315,000        |
| Astoria/O2 Academy Brixton     | London        | 4     | 10,921 / 10,921 (100 %) | €491,445        |
| O2 Academy                     | Birmingham    | 1     | 3,009 / 3,009 (100 %)   | €135,405        |
| O2 Academy                     | Newcastle     | 1     | 2,000 / 2,000 (100 %)   | €90,000         |
| O2 Academy                     | Glasgow       | 1     | 2,500 / 2,500 (100 %)   | €112,500        |
| Mandela Hall                   | Belfast       | 1     | 900 / 900 (100 %)       | €40,500         |
| Vicar Street                   | Dublin        | 1     | 1,500 / 1,500 (100 %)   | €67,500         |
| Apollo Theatre                 | Manchester    | 1     | 3,500 / 3,500 (100 %)   | €157,500        |
| Le Zénith                      | Paris         | 2     | 14,000 / 14,000 (100 %) | €630,000        |
| Vive Cuervo Salon              | Mexico City   | 1     | 3,500 / 3,500 (100 %)   | Mex$157,500     |
| Starlite Room                  | Edmonton      | 1     | 1,000 / 1,000 (100 %)   | $45,000         |
| MacEwan Hall                   | Calgary       | 1     | 1,800 / 1,800 (100 %)   | $81,000         |
| Croatian Cultural Centre       | Vancouver     | 1     | 1,100 / 1,100 (100 %)   | $67,500         |
| House of Blues                 | San Diego     | 1     | 1,300 / 1,300 (100 %)   | $58,500         |
| Granada Theater                | Lawrence      | 1     | 1,700 / 1,700 (100 %)   | $76,500         |
| Hartwall Areena                | Helsinki      | 1     | 11,000 / 11,000 (100 %) | 495,000         |
| Total                          | Total         | Total | ~178,030 / 178,030      | ~8,011,350      |